# Partido Nacionalista de Puerto Rico
El Partido Nacionalista de Puerto Rico (PNPR) es un partido político de Puerto Rico, de ideas nacionalistas y favorables a la independencia de la isla con respecto de Estados Unidos.

## Historia
El 17 de noviembre de 1922 fue fundado el Partido Nacionalista de Puerto Rico (PNPR). José Coll y Cuchí, puertorriqueño de origen catalán y exmiembro del Partido Unión, fue elegido su primer presidente. Coll quería cambios radicales dentro de la economía y los programas de bienestar social de Puerto Rico. En 1924 Pedro Albizu Campos se unió al partido y fue nombrado vicepresidente. Albizu consideraba que Puerto Rico debía ser una nación independiente, incluso si ello significaba un enfrentamiento armado.
En 1930 Coll abandonó del PNPR a causa de sus desacuerdos con Albizu Campos. Así, el 11 de mayo de ese mismo año Albizu Campos fue elegido Presidente del PNPR.
En la década de 1930 Blanton Winship, gobernador de Puerto Rico nombrado por el presidente de los Estados Unidos, junto a un coronel de la Policía, aplicaron duras medidas represivas contra los nacionalistas puertorriqueños. En 1936 Albizu Campos y los dirigentes del PNPR fueron detenidos y encarcelados en la Princesa en San Juan, y más tarde fueron enviados a una prisión federal estadounidense en Atlanta.
El 21 de marzo de 1937 el PNPR organizó una marcha en Ponce, en protesta contra el encarcelamiento de Pedro Albizu Campos, y la Policía abrió fuego contra la multitud en lo que se conoce como la Masacre de Ponce.
Albizu Campos regresó a Puerto Rico el 15 de diciembre de 1947, después de pasar 10 años en la cárcel. El 11 de junio de 1948 Jesús T. Piñero, gobernador de la isla, decretó una ley mordaza, la "Ley 53", que prohibía de facto la ideología nacionalista o independentista en Puerto Rico.
El 21 de junio de 1948 Albizu Campos pronunció un discurso en la ciudad de Manatí, donde nacionalistas de toda la isla se reunieron en caso de que hubiera un intento por parte de la policía de detenerle. Más tarde ese mes Albizu visitó a Blanca Canales y a sus primos, dirigentes nacionalistas de la ciudad de Jayuya. Otros nacionalistas, a tenor del clima represivo que se vivía en la isla, optaron por exiliarse en Nueva York, aprovechando la gran ola migratoria de puertorriqueños hacia Estados Unidos.
Entre 1949 y 1950 los nacionalistas puertorriqueños comenzaron a planificar y preparar una revolución armada por la independencia. La revolución iba a tener lugar en 1952, fecha en la que el Congreso de los Estados Unidos aprobó la creación del Estado Libre Asociado para Puerto Rico. Albizu convocó una revolución armada porque consideraba el nuevo estatus como “una farsa colonial”. Albizu Campos escogió el pueblo de Jayuya como el foco de la revolución por su ubicación geográfica.
El PNPR continuó siendo objeto de múltiples ataques y represión por parte del Gobierno del ELA, lo cual supuso prácticamente la desaparición del partido.

## Pedro Albizu Campos
Ingresó al Partido Nacionalista de Puerto Rico, que tenía como objetivo irrenunciable la plena independencia de la tutela estadounidense. Por encargo del mismo, viajó por varios países de América Latina con el propósito de recabar su solidaridad a favor de la independencia puertorriqueña. El 11 de mayo de 1930 fue elegido presidente del Partido.
En 1932 concurrió a las elecciones legislativas, en las que obtuvo poco apoyo con más 5.000 votos. Posteriormente, acordó no concurrir más a elecciones y a no acatar el servicio militar obligatorio. Tras pasar a la lucha revolucionaria, Albizu fue condenado en 1936 por conspirar para derrocar al Gobierno de Estados Unidos en la isla y por varios actos violentos en contra del gobierno establecido. Ese mismo año, se produce el 'arresto y el traslado a una prisión federal de Atlanta de los principales líderes del Partido Nacionalista de Puerto Rico; entre los arrestados, se encuentran los poetas Juan Antonio Corretjer y Clemente Soto Vélez.
En 1947 Albizu regresó a Puerto Rico. Comenzaban los preparativos para una lucha armada con el objetivo de demostrar que había oposición a los planes para la solución definitiva del estatus con la instauración del Estado Libre Asociado. Sin embargo dicha oposición era minoritaria, el Estado Libre Asociado fue aceptado por los puertorriqueños mediante una consulta democrática en el 1952, mientras que el principal propulsor del Estado Libre Asociado, Luis Muñoz Marín, también resultó elegido por el pueblo de Puerto Rico como gobernador. 
En la cárcel, la salud de Albizu Campos se deterioró. Se comenzó a especular sobre su salud mental y, en 1956, sufrió un derrame cerebral en la cárcel y fue trasladado al Hospital Presbiteriano de San Juan bajo vigilancia policial. Albizu Campos afirma que fue objeto de experimentos con radiación en la cárcel. Funcionarios sugirieron que Albizu estaba loco, aunque muchos médicos lo examinaron y encontraron síntomas de radiación. El Presidente de la Asociación de Cáncer de Cuba, el doctor Orlando Damuy, viajó a Puerto Rico para examinar a Albizu. Las quemaduras en su cuerpo, dijo el doctor Damuy, eran a causa de la intensa radiación a la que fue sometido. Albizu Campos no recibió ninguna atención médica durante 5 días.
El 15 de noviembre de 1964 Albizu fue indultado otra vez por Muñoz Marín, lo cual levantó serias críticas en los sectores anexionistas y partidarios del ELA. Falleció el 21 de abril de 1965, su entierro fue uno de los más concurridos que se han celebrado en Puerto Rico.

## La Masacre de Ponce
La Masacre de Ponce es un violento capítulo en la Historia de Puerto Rico. El 21 de marzo de 1937 (Domingo de Ramos) el Partido Nacionalista organizó una marcha en la ciudad de Ponce. La marcha fue organizada para conmemorar el fin de la esclavitud en 1873, y para protestar contra el encarcelamiento del líder nacionalista Pedro Albizu Campos.
Días antes, los organizadores de la marcha solicitaron y recibieron permiso de parte del alcalde de Ponce, José Tormos Diego. Sin embargo, al conocer del desfile el gobernador de Puerto Rico, el general Blanton Winship, exigió la retirada inmediata de los permisos momentos antes de que el desfile estaba previsto para comenzar.
El 21 de marzo y, durante los días que precedieron a la masacre, se llevó a cabo una significativa concentración de fuerzas policiales en Ponce que incluía expertos tiradores movilizados de todos los cuarteles de policía de la isla. 
El Jefe de la Policía Guillermo Soldevilla, con 14 policías, se colocó en frente de los manifestantes. Rafael Molina, comandante de 9 hombres que estaban armados con ametralladoras Thompson y bombas de gas lacrimógeno, estaban en la parte de atrás. El Jefe de la Policía Antonio Bernardi, junto con 11 policías armados con ametralladoras, estaba en el este, y otro grupo de 12 policías, armados con fusiles, se colocó en el oeste.
Alrededor de las 3:15, los Cadetes de la República formaron fila de tres en fondo, listos para dar comienzo al desfile. Detrás de ellos estaba el Cuerpo de Enfermeras. Cuando la banda comenzó a tocar La Borinqueña (himno nacional puertorriqueño) los manifestantes comenzaron a marchar. 
Se reporta que la Policía les disparó por más de 15 minutos desde sus cuatro posiciones. 
Cerca de 100 personas resultaron heridas y diecinueve fueron asesinadas. Los muertos incluyen 17 hombres, una mujer, y un niño de 7 años de edad. Algunos de los muertos eran simplemente transeúntes. Uno de ellos era un miembro de la Guardia Nacional que regresaba de hacer ejercicio. También fue asesinado un taxista que pasaba por la calle Aurora en su automóvil. Un comerciante de Mayagüez y unos de sus hijos fueron abaleados mientras estaban parados en la entrada de una zapatería que quedaba al lado de la Junta. Y finalmente dos policías que murieron por el fuego cruzado de las armas de sus propios compañeros. 
Supuestamente no se encontraron armas en las manos de los civiles heridos ni de los muertos. Alrededor de 150 manifestantes fueron detenidos inmediatamente y más tarde fueron puestos en libertad bajo fianza.

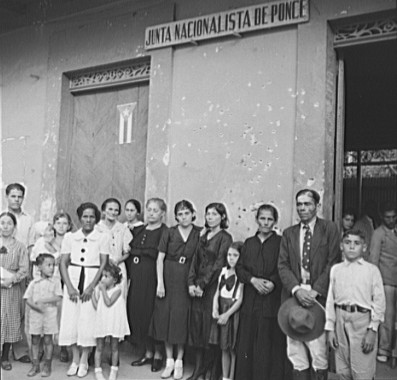
Familiares de los nacionalistas muertos en la Masacre de Ponce frente a una sede del PNPR. Los impactos de balas se pueden notar en la pared.

## Grito de Jayuya
El 30 de octubre de 1950 los nacionalistas puertorriqueños organizaron levantamientos violentos en las ciudades de Ponce, Mayagüez, Naranjito, Arecibo, Utuado, Jayuya y San Juan para detener el proceso de la Ley Pública 600 en la que se le consultaba al pueblo si estaban de acuerdo con organizar un gobierno propio. Dicha consulta tendría lugar en 1951, pero primero requería un proceso educativo y de inscripción electoral de los puertorriqueños. En Jayuya, los nacionalistas armados entraron en la ciudad y atacaron la comisaría. Se produjo una batalla campal con los efectivos policiales, un agente resultó muerto y otros tres resultaron heridos antes que el resto se rindieran. Los nacionalistas cortaron las líneas telefónicas e incendiaron la estafeta de la ciudad. Finalmente, los insurgentes nacionalistas se dirigieron hacia la plaza del pueblo, donde izaron la bandera de Puerto Rico (estaba prohibido por ley llevar consigo una bandera puertorriqueña entre 1898 y 1952). En la plaza del pueblo Blanca Canales proclamó la República de Puerto Rico. El pueblo de Jayuya estuvo bajo control de los nacionalistas durante tres días.
Ante el éxito del levantamiento independentista en Jayuya, Estados Unidos declaró la ley marcial en Puerto Rico y envió a la Guardia Nacional para sofocar la rebelión. El pueblo de Jayuya fue atacado por aire por bombarderos y en tierra con artillería. Aunque parte del pueblo fue destruido, se impidió la difusión de las noticias de esta acción militar fuera de Puerto Rico.
Los principales dirigentes del PNPR fueron detenidos de nuevo, entre ellos Albizu Campos y Canales, y sentenciados a largas penas de prisión. Otros dirigentes nacionalistas se encontraban en Estados Unidos, donde trazaban un plan para asesinar al presidente Harry S. Truman. El 1 de noviembre de 1950 atacaron la Casa Blair, donde perdieron la vida un nacionalista y un agente policial. Otro líder nacionalista, Óscar Collazo, fue detenido y condenado a muerte. Su condena fue conmutada a cadena perpetua por el presidente Truman. En 1979 recibió un indulto presidencial. La casa de Blanca Canales fue reconstruida en un museo histórico.